# Bezzia turrita
Bezzia turrita är en tvåvingeart som beskrevs av Meillon och Wirth 1983. Bezzia turrita ingår i släktet Bezzia och familjen svidknott. Inga underarter finns listade i Catalogue of Life.